# Tecomavaca
Tecomavaca är en ort i Mexiko.   Den ligger i kommunen San Juan Bautista Cuicatlán och delstaten Oaxaca, i den sydöstra delen av landet, 290 km sydost om huvudstaden Mexico City. Tecomavaca ligger 925 meter över havet och antalet invånare är 110.
Terrängen runt Tecomavaca är varierad, och sluttar västerut. Runt Tecomavaca är det glesbefolkat, med 17 invånare per kvadratkilometer. Närmaste större samhälle är San Juan Bautista Cuicatlán, 0,72 km sydväst om Tecomavaca. Omgivningarna runt Tecomavaca är en mosaik av jordbruksmark och naturlig växtlighet.